# 前奏曲 (ショパン)

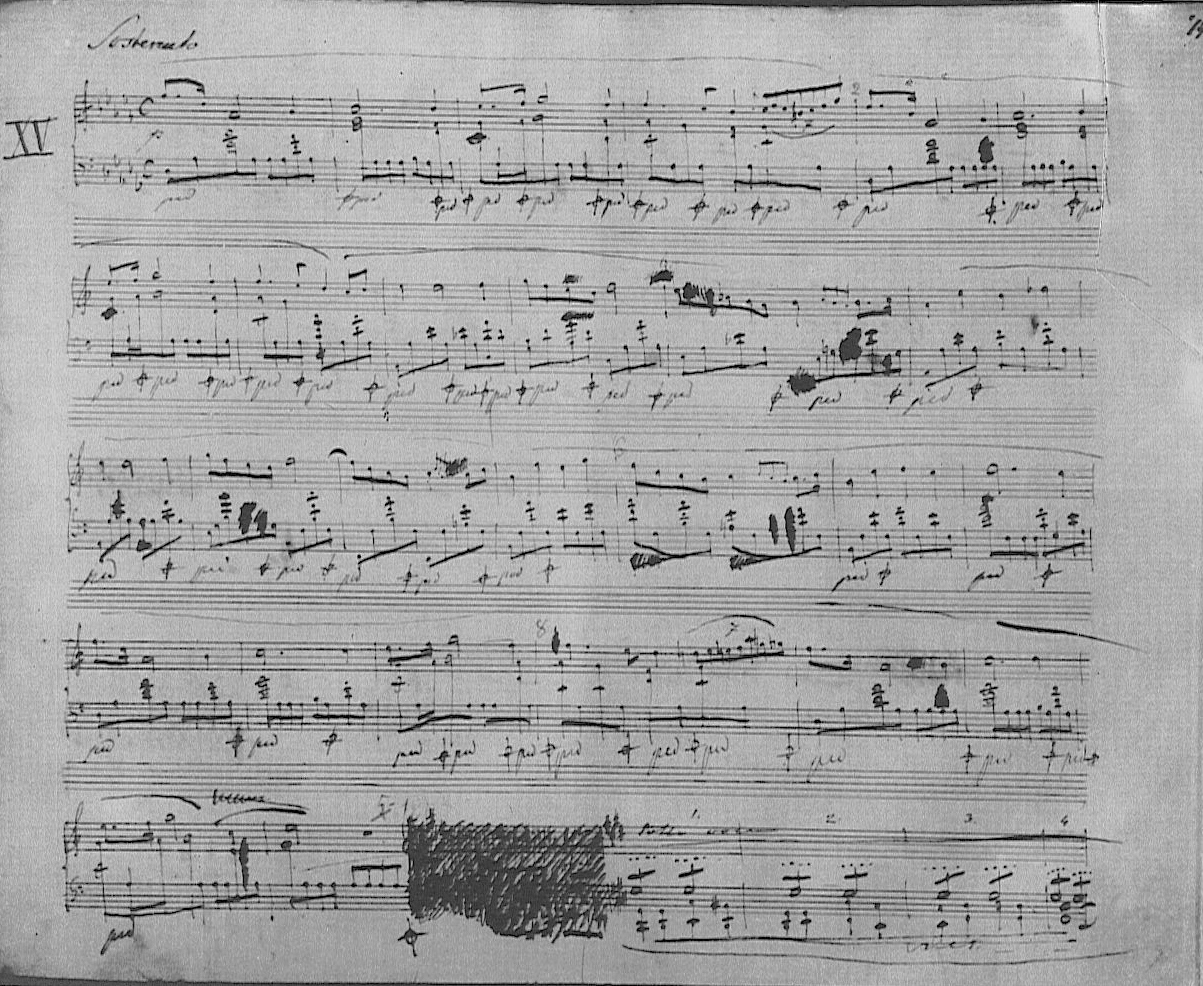
楽譜

フレデリック・ショパン作曲の前奏曲（ぜんそうきょく、Prélude）は、ピアノのための作品。24曲の前奏曲から成る曲集と独立曲2曲の、計26曲である。

## 概要
ショパンの前奏曲は以下の26曲である。
- 24の前奏曲作品28 24 Préludes
- 前奏曲嬰ハ短調作品45 Prélude
- 前奏曲変イ長調（遺作）Prélude

いずれも非常に短い小品である。ここでいう前奏曲とは、何かの前奏ではなく、前奏曲風の作品、またはJ.S.バッハの平均律クラヴィーア曲集にある前奏曲のような作品、というような意味である。平均律クラヴィーア曲集の前奏曲は、形式にとらわれない自由な転調、劇的な展開を見せ、24の調を使用するというのもバッハの時代には前例のないことであった。ショパンが前奏曲と銘打ったのは、バッハへの敬意だけでなくその革新的な内容に挑もうという意図があったものといえる。

## 24の前奏曲作品28

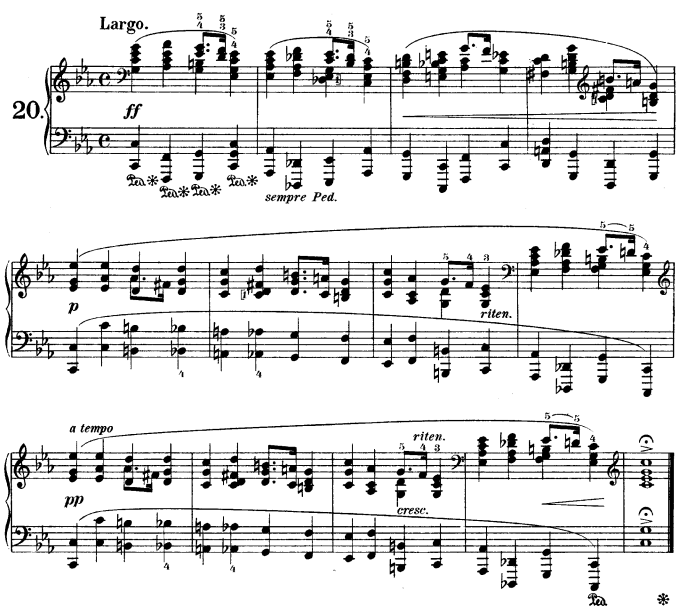
第20番ハ短調の譜面。後にブゾーニやラフマニノフがこの主題を元に変奏曲を作曲している。

24の前奏曲作品28は、1839年1月にマジョルカ島で完成した。完成の時期はユリアン・フォンタナ宛の手紙によって確認できるが、着手の時期については明らかでなく1831年から1838年まで諸説ある。出版は1839年の9月になされ、フランス版はカミーユ・プレイエルに、ドイツ版はヨゼフ・クリストフ・ケスラーに献呈された。24曲がすべて異なる調性で書かれているが、これはJ.S.バッハの平均律クラヴィーア曲集に敬意を表したものといわれる。だが、曲の配列は異なっており、ハ長調 - イ短調 - ト長調 - ホ短調、…と平行短調を間に挟みながら5度ずつ上がっていくという順序になっている。ラフマニノフ、スクリャービン、ショスタコーヴィチも後に同様な前奏曲集を創作している。
ショパン自身は4曲までしか演奏会では取り上げなかったと伝えられており、アンコールピースとして個別に演奏されることもあるが、現在ではむしろ24曲全体で一つの作品と考える考え方が主流であり、全曲通して演奏されることが多い。また曲の構成もほとばしる感情をむき出しにするものもあれば、優雅さや穏やかな心を感じさせるのもあり、全曲通して聞いていても聴衆に単調さを感じさせない。演奏時間は全曲で40〜45分程度。
1967年にジャン・フランセが全曲を管弦楽用に編曲している（カール・アントン・リッケンバッハー指揮、ベルリン放送交響楽団による録音がある）。
第1番 ハ長調
アジタート、8分の2拍子。左手アルペジオ三連符に乗って右手で待ちこがれるような旋律が歌われる。ショパンにはハ長調の曲は少ないが、J.S.バッハの平均律クラヴィーア曲集の同調の前奏曲にも比べられる優美なアルペジオ曲。
第2番 イ短調
レント、2分の2拍子。非和声音を多用した、調性的に曖昧な和音で移ろいながら緩やかにイ短調へ収束していく、非常に謎めいた和声の小品。
第3番 ト長調
ヴィヴァーチェ、2分の2拍子。明朗な曲風。
第4番 ホ短調
ラルゴ、2分の2拍子。単調な右手の旋律を左手の半音階和声が支えている。作曲者の葬儀のときに演奏されたといわれている（第6番と共にルイ・ジェームズ・アルフレッド・ルフェビュール=ヴェリーがオルガンで演奏した）。
第5番 ニ長調
アレグロ・モルト、8分の3拍子。両手で半音階動機を織り交ぜたアルペジオが繰り返される。レガート奏法ながら左手の跳躍が激しい。
第6番 ロ短調
レント・アッサイ、4分の3拍子。右手の和音の伴奏に乗って、低音部に陰々とした主題が歌われる。
第7番 イ長調
アンダンティーノ、4分の3拍子。歌謡風の主題が印象的な小品。日本では長年にわたり太田胃散のCMに使用されていた。アルフレッド・コルトーには「洗練されたマズルカ」と評されている。後に、フェデリコ・モンポウがこの主題に基づいて「ショパンの主題による変奏曲」を作曲している。
第8番 嬰ヘ短調
モルト・アジタート、4分の4拍子。右手の付点リズムの中のアルペジオと左手声部の広い音域を抑える3連符は技巧を要する。
第9番 ホ長調
ラルゴ、4分の4拍子。付点リズムを多用した重々しい曲。しばしばこの付点リズムの奏法について議論される。ショパンは付点リズムを三連符と合わせることを意図した書き方をしており（実際、バロック時代はこのように演奏された）、それをどう解釈するかは演奏者によって異なる。
第10番 嬰ハ短調
アレグロ・モルト、4分の3拍子。高音から下降する動機とマズルカリズムのものとが対になって繰り返される。右手のフレーズは、ショパンが指示した運指では4の指を使う等、独特である。
第11番 ロ長調
ヴィヴァーチェ、8分の6拍子。
第12番 嬰ト短調
プレスト、4分の3拍子。半音階的な上昇旋律が手短にまとめられている。
第13番 嬰ヘ長調
レント、4分の6拍子。舟歌や夜想曲を思わせる穏やかな曲想。
第14番 変ホ短調
アレグロ、2分の2拍子。両手のユニゾンで無調的な半音階進行の三連符が連続する。変ロ短調ソナタの終楽章に類似している。
第15番 変ニ長調
ソステヌート、4分の4拍子。有名な「雨だれの前奏曲」である。24曲中最も演奏時間が長い（5分程度）。異名同音で清明（変ニ長調）と暗黒（嬰ハ短調）が対比させられている。
第16番 変ロ短調
プレスト・コン・フオーコ、2分の2拍子。音階を主動機にした右手声部とショパンに特徴的なリズムの左手低音部からなっている。途中にユニゾンがあり激烈そのものの曲想を盛り上げる。
第17番 変イ長調
アレグレット、8分の6拍子。温和な曲想。メンデルスゾーンの無言歌を思わせるが、当のメンデルスゾーンは「私はこの曲が好きだ。私には到底書けそうもない性質の曲だ」と述べたといわれる。再現部ではほぼ最低音の変イ音を鐘のように11回強調して終わる。
第18番 ヘ短調
モルト・アレグロ、2分の2拍子。ユニゾン中心の劇的な曲調。
第19番 変ホ長調
ヴィヴァーチェ、4分の3拍子。幅広い音域で旋律を浮かび上がらせる。
第20番 ハ短調
ラルゴ、4分の4拍子。単純なコラールの中にショパンらしい半音階的和声の進行がある。後に、これに基づいて、フェルッチョ・ブゾーニが「ショパンの前奏曲第20番による変奏曲とフーガ」を、セルゲイ・ラフマニノフが「ショパンの主題による変奏曲」を作曲している。アメリカのポピュラー歌手、バリー・マニロウはこの曲に基づいて「恋はマジック」と言う曲を作っている。
第21番 変ロ長調
カンタービレ、4分の3拍子。清明な歌謡風の曲想。伴奏形が広がりを想像させる。
第22番 ト短調
モルト・アジタート、8分の6拍子。左手のオクターブが暗い情熱を表している。
第23番 ヘ長調
モデラート、4分の4拍子。軽快な旋律を転調させて繰り返す。なお終止のアルペッジョの中に、ヘ長調の和音に含まれない変ホの音が入っており、のちの付加音の発想を連想させる。
第24番 ニ短調
アレグロ・アパッシオナート、8分の6拍子。左手は幅広い音域による低音部、右手は強烈な半音階を奏でる。前奏曲集を締めくくる重厚かつ、激烈な作品である。曲は、現代ピアノの通常音域で最低のD音を、三度、最強音で、鐘の如くに鳴らして終わる。

## 前奏曲嬰ハ短調作品45
1841年8〜9月に作曲。エリザベート・チェルニシェフ公爵夫人に献呈。完成直後にウィーンの出版社から、ベートーヴェン記念碑建設基金募集のために企画した「ベートーヴェン記念アルバム」に掲載する作品を依頼され、最初ショパンはポロネーズ第5番を提案したが、作品が長大すぎたことから結局この前奏曲が選ばれた。ソステヌート、2分の2拍子。冒頭から主題が提示され､転調が繰り返される。ほぼ全ての調に転調するが主題を変えることはない。末尾に半音階進行のカデンツァが置かれ、主題を繰り返した動機のコーダで締めくくられる。自由な形式に満ちている作品である。音楽学者のジャン=ジャック・エーゲルディンゲルは、この作品とベートーヴェンの《月光ソナタ》との類似性を指摘している。

## 前奏曲変イ長調（遺作）

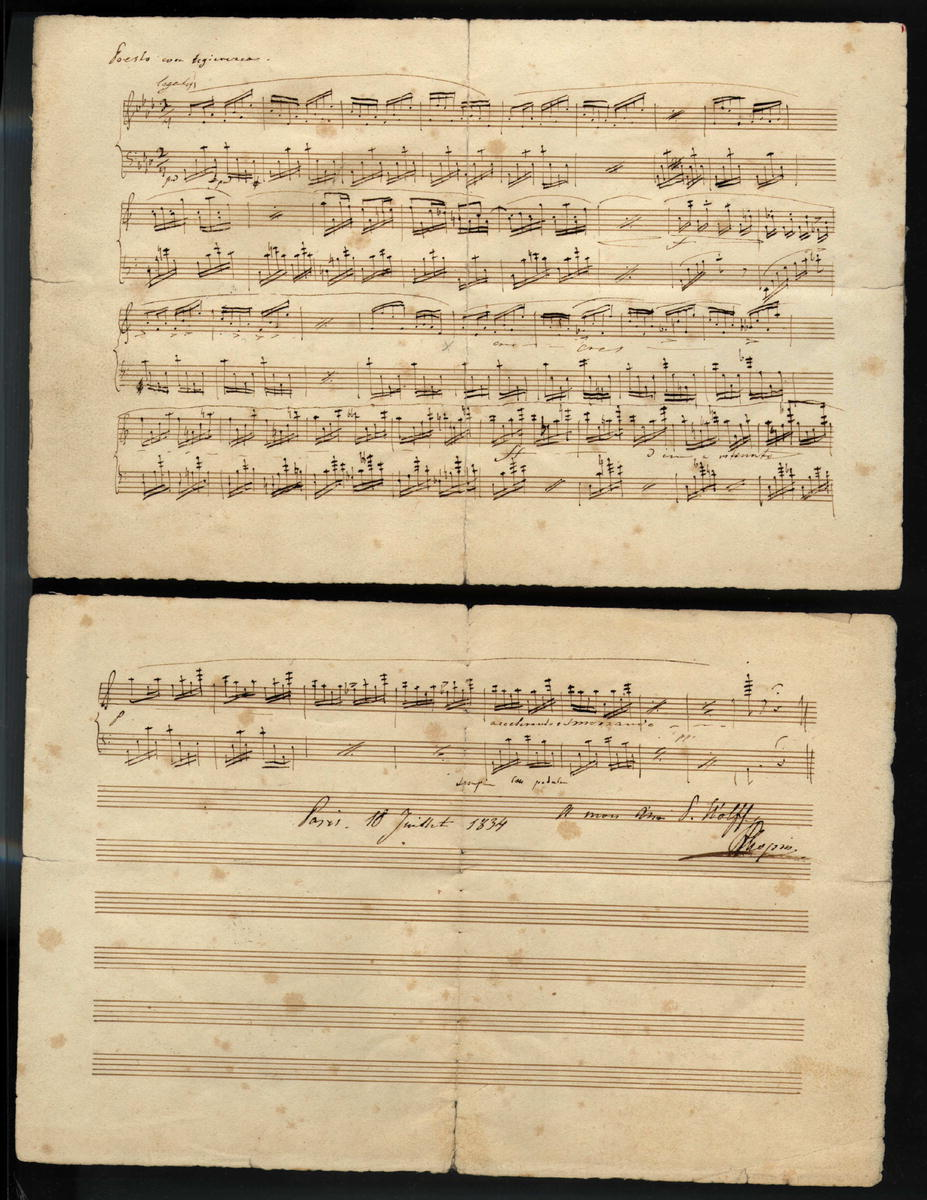
1834年7月10日の日付が記入されたショパン自筆譜

リストの友人であるジュネーヴのピアニスト、ピエール・ウォルフに献呈された。
この曲の自筆譜は長い間個人の所蔵であったため出版されず、20世紀に入ってから存在が知られるようになり、1918年に出版された。自筆譜には1834年7月10日という日付が入っている。この自筆譜には「前奏曲」とは記されていないが、構成や曲想から前奏曲であろうとされている。
プレスト・コン・レジエレッツァ、4分の2拍子。三部形式で非常に短い。アルペジオが両手で奏でられる。発想記号通りの軽やかな小品。

## 参考資料
- ジャン=ジャック・エーゲルディンゲル『ショパンの響き』（小坂裕子監訳、音楽之友社、2007年）
- Prelude no. 4 & no. 9（Shockwave） BinAural Collaborative Hypertext